# Acrocomia

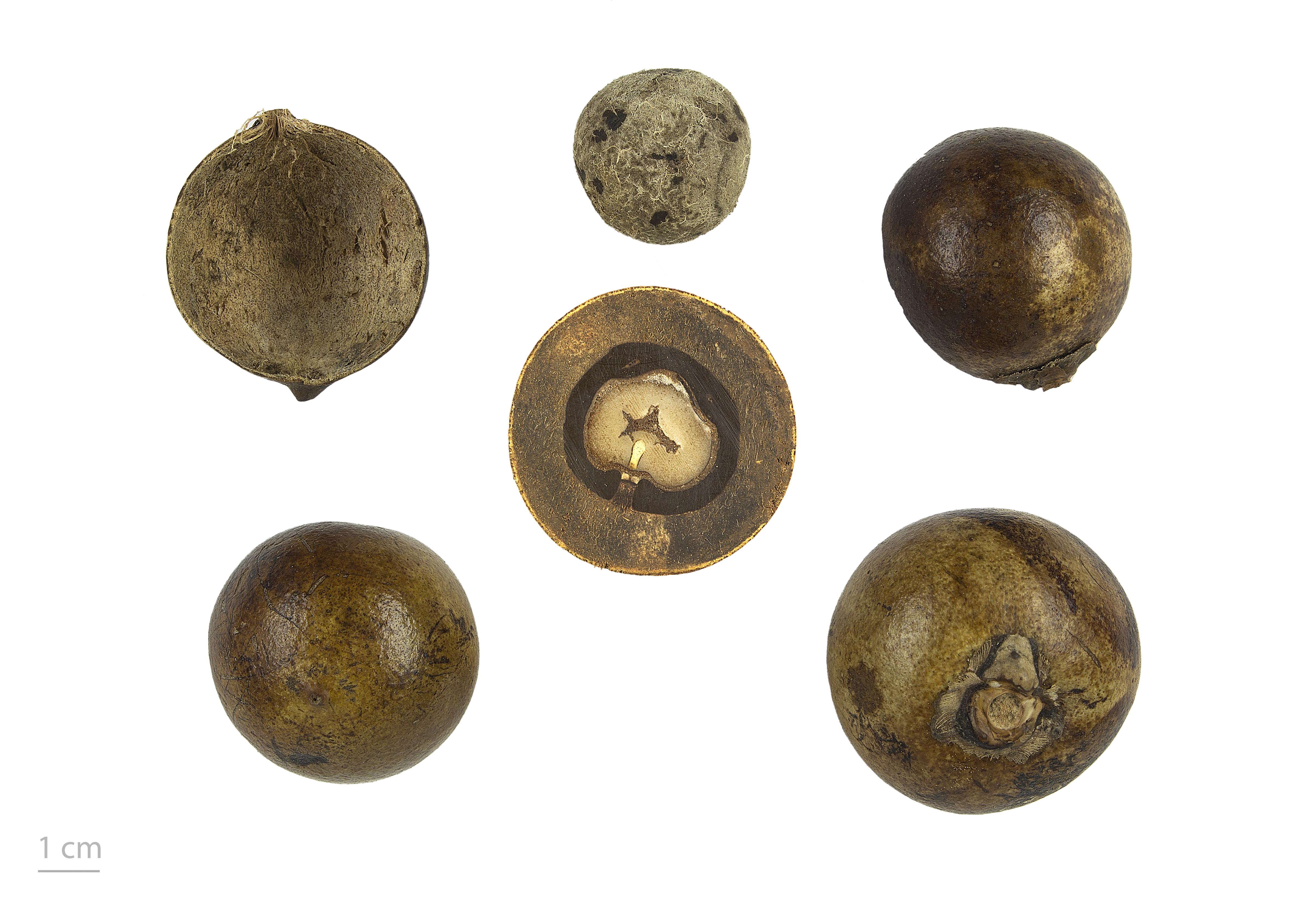
Acrocomia aculeata - MHNT

Acrocomia es un género de plantas de la familia de las palmeras (Arecaceae). Incluye cuatro especies.  
Es originario de México y de la América tropical.

## Descripción
Acrocomia es un género de palmeras espinosas, con hojas pinnadas; varían de tamaño desde árboles grandes a las pequeñas palmeras con tallos subterráneos.
Las especies tienen inflorescencias ramificadas que se encuentran entre las hojas. Con flores unisexuales, con las flores femeninas que nacen cerca de la base de la inflorescencia, mientras que los masculinas nacen hacia las puntas.  Los frutos son grandes con una sola semilla y varían de color desde el amarillo al naranja y color café.

## Taxonomía
El género fue descrito por Carl Friedrich Philipp von Martius y publicado en Palmarum familia 22. 1824. La especie tipo es Acrocomia sclerocarpa Mart. 
Etimología
Acrocomia: nombre genérico que deriva de las palabras akros que significa "alto" y kome que significa "pelo o mechón", tal vez refiriéndose a la corona de hojas en la punta tallo.

## Especies
- Acrocomia aculeata (Jacq.) Lodd. ex Mart.
- Acrocomia crispa (Kunth) C. Baker ex. Becc.
- Acrocomia hassleri (Barb.Rodr.) W.J.Hahn
- Acrocomia intumescens Drude
- Acrocomia glaucophylla
- Acrocomia media O.F.Cook